# Avalik River
Der Avalik River ist der etwa 161 km lange rechte Quellfluss des Kuk River im Bereich der North Slope im Nordwesten des US-Bundesstaats Alaska.

## Flusslauf
Der Avalik River entspringt im Osten der Shaningarok Ridge auf einer Höhe von etwa 140 m. Der Avalik River fließt in überwiegend westnordwestlicher Richtung durch die Tundralandschaft der arktischen Küstenebene. Der größte Nebenfluss des Avalik River bildet der im Unterlauf von links einmündende Ketik River. Nach weiteren 2,6 km vereinigt sich der Avalik River mit dem aus Süden kommenden Kaolak River zum Kuk River. Nördlich vom Unterlauf erstreckt sich ein Gebiet mit Thermokarst-Seen.

## Einzugsgebiet
Der Avalik River entwässert ein Areal von etwa 4850 km². Das Einzugsgebiet wird im östlichen Süden von der Shaningarok Ridge, einem niedrigen Höhenkamm, begrenzt. Das Einzugsgebiet grenzt im Norden an das des abstrom gelegenen Kuk River, im Osten und im Südosten an das des Meade River, im westlichen Süden an das des Utukok River sowie im Westen an das des Kaolak River. Das Einzugsgebiet des Avalik River liegt vollständig innerhalb der National Petroleum Reserve in Alaska.

## Namensgebung
Der aus der Eskimo-Sprache stammende Flussname wurde 1924 von W. T. Foran vom U.S. Geological Survey (USGS) gemeldet.